# Social bevægelse
 Der er for få eller ingen kildehenvisninger i denne artikel, hvilket er et problem. Du kan hjælpe ved at angive troværdige kilder til de påstande, som fremføres i artiklen.

Sociale bevægelser er en form for gruppehandling. Det er større, uformelle grupperinger af individer og/eller organisationer som fokuserer på bestemte politiske eller sociale problemer. 
Moderne vestlige sociale bevægelser blev mulige gennem uddannelse (udbredelse af litteratur), og en større bevægelighed for arbejderklassen som følge af industrialiseringen og urbaniseringen i det 19. århundrede.
Indenfor politologi og sociologi har man udviklet en række teorier og empirisk baseret forskning om sociale bevægelser. For eksempel belyser den politologiske forskning forbindelsen mellem populære bevægelser og dannelsen af nye politiske partier, og anden forskning diskuterer bevægelsernes indflydelse på politik.
| Samfundsvidenskab | Spire Denne artikel om samfundsvidenskab er en spire som bør udbygges. Du er velkommen til at hjælpe Wikipedia ved at udvide den. |